# Jacko Ostapčuk
Jacko Ostapčuk, cyrilicí Яцко Остапчук, též Jacko Ostapczuk (4. ledna nebo 4. srpna 1873 Nyžči Lubjanky – 30. ledna 1959 Užhorod), byl rakouský politik ukrajinské (rusínské) národnosti z Haliče, na počátku 20. století poslanec Říšské rady, v meziválečném období politický činný na Podkarpatské Rusi.

## Biografie
Pocházel z rolnické rodiny. Jeho otec Dmytro Ostapčuk byl poslancem Haličského zemského sněmu.
Vychodil školu v Krasnosilce a pak navštěvoval gymnázium v Zbaraži. Od mládí byl politicky aktivní v ukrajinském národním hnutí a byl z politických důvodů vyloučen ze studia na středních školách. Vrátil se proto k rodičům a pomáhal na jejich hospodářství. V době svého působení v parlamentu je Jacko Ostapčuk uváděn jako majitel hospodářství v obci Kapustynci.
Politicky byl nejprve aktivní v Ukrajinské radikální straně, ke které patřil do roku 1897. Od roku 1899 byl členem Ukrajinské sociálně demokratické straně. V letech 1905–1907 redigoval její tiskový orgán Červonyj prapor.
Působil také coby poslanec Říšské rady (celostátního parlamentu Předlitavska), kam usedl ve volbách do Říšské rady roku 1907, konaných poprvé podle všeobecného a rovného volebního práva. Byl zvolen za obvod Halič 68. Po volbách roku 1907 byl uváděn coby člen poslaneckého klubu Zastoupení rusínsko-ukrajinských sociálních demokratů. Během svého parlamentního působení se spřátelil s Tomášem Masarykem.
V roce 1912 se na radu Masaryka přestěhoval do obce Radvaň nad Laborcom v tehdejším horním Uhersku. Zakoupil zde zemědělskou usedlost a podílel se na veřejném dění.
Za první světové války se podílel na osvětové práci mezi ruskými zajatci ukrajinské národnosti.
V meziválečném období působil v Československu, na území Podkarpatské Rusi. V roce 1920 patřil společně s Štefanem Kločurakem a Jevhenem Puzou mezi zakladatele Sociálně demokratické strany na Podkarpatské Rusi. Podílel se na vydávání jejích periodik. Stranu opustil kvůli názorovému rozkolu v roce 1929.
V roce 1923 se s rodinou přestěhoval z Radvaně nad Laborcom do vesnice Strabyčovo u Mukačeva, kde koupil zemědělské hospodářství. Po maďarské okupaci Podkarpatské Rusi byl zatčen. Po propuštění odešel na Slovensko a pak do Prahy. Následně žil v Staré Boleslavi a psal paměti. V roce 1957 se s manželkou vrátil do Užhorodu.
Zemřel na zápal plic v lednu 1959.